# يوكي أويدا
يوكي أويدا (باليابانية: 上田 悠起) (مواليد 20 سبتمبر 1996)، هو لاعب كرة قدم سابق كان يلعب كلاعب وسط.

## الإحصائيات الاحترافية
| الموسم  | النادي              | الظهور | الأهداف |
| ------- | ------------------- | ------ | ------- |
| 2016–17 | Tegevajaro Miyazaki | 28     | 5       |
| 2019    | Yokohama FC         | 15     | 0       |
| 2020    | Kochi United SC     | 22     | 2       |
| 2021–23 | Shibuya City FC     | 45     | 4       |
| المجموع | المجموع             | 110    | 11      |

## وصلات خارجية
- يوكي أويدا على موقع رابطة كرة القدم اليابانية للمحترفين (اليابانية)
- يوكي أويدا على موقع Soccerway.com (الإنجليزية)
- يوكي أويدا على موقع عالم كرة القدم.نت (الإنجليزية)